# Bartłomiej Bobrowski
Bartłomiej Bobrowski (ur. 1976) – polski aktor.
W 1999 ukończył studia na Akademii Teatralnej w Warszawie. Grał gościnnie w Teatrze Ateneum w Warszawie, Teatrze Atelier w Sopocie i Teatrze Miejskim w Gdyni. Od 2001 roku jest w zespole Teatru Narodowego. Współpracuje ze Studiem Teatralnym KOŁO, Teatrem Ochoty i Teatrem Powszechnym w Warszawie.

## Wybrana filmografia
- 1999: Skok
- 2001: Inferno jako „Łysy"
- 2001-2002: Marzenia do spełnienia
- 2006: Dublerzy
- 2006: Dublerzy (serial)
- 2006: Chłopiec na galopującym koniu jako młody pisarz
- 2007: Braciszek jako zakonnik